# 維堡站 (聖彼得堡地鐵)
維堡站（羅馬化：Vyborgskaya）是聖彼得堡地鐵基洛夫－維堡線的一個車站。維堡站開通於1975年4月22日。2015年2月7日至12月24日期間，維堡站因進行施工而暫時關閉。